# 新明解日本語アクセント辞典
『新明解日本語アクセント辞典』（しんめいかいにほんごアクセントじてん）は、日本の出版社である三省堂が発行する小型アクセント辞典である。本項では前身の『明解日本語アクセント辞典』のついても記す。

## 発行
日本放送協会（NHK）が1943年（昭和18年）に刊行した『日本語アクセント辞典』は、放送員が標準語を朗読する際に参考にする手引書で、語彙の数は少なく、固有名詞の条を欠き、また助詞・助動詞の類や動詞の変化の類にはほとんど触れていなかったため、初心者が東京弁を学ぶには十分ではなかった。
戦後に、標準語から共通語が分離すると、東京弁との乖離はさらに大きくなり、東京弁アクセントの一般法則が知れる汎用な辞典出版への要望が大きくなっていった。
編輯は、『明解国語辞典』で標準アクセント表記を担当した金田一春彦の監修で三省堂編修所によって行われたが、実は同所員の秋永一枝が一人で執筆した。
個々の専門語については、芥川也寸志、安倍季巌、安藤更生、飯島小平、飯島正、池田理英、石川光春、伊藤康安、岩本堅一、緒方規雄、小沼丹、加藤光次郎、加藤誠平、神尾明正、川合幸晴、岸野知雄、倉橋健、後藤真、斎藤直芳、佐口卓、鈴木孝夫、関根吉郎、高木純一、高島春雄、高山英華、滝口宏、辻光之助、坪井誠太郎、戸塚文子、中能島欣一、中村芝鶴、中村吉三郎、中村守純、仁戸田六三郎、野口弥吉、野村保、野村万蔵、林健太郎、檜山義夫、古川晴男、古川晴風、宝生弥一、宮川曼魚、武者金吉、山辺知行、山村宗謙、亘理俊次及び渡辺辰之助の諸氏が協力した。

### 明解日本語アクセント辞典
（初版）
- 『明解日本語アクセント辞典』金田一春彦（500円）、三省堂、東京、1958年6月25日。 NCID BN0555847X。全国書誌番号:58009424。
- 『明解日本語アクセント辞典』金田一春彦、大新書局、台北。

## 改訂

### 明解日本語アクセント辞典
第二版
初版から20余年が経ち、日常の語彙も出入りしたため、採録語彙を約64,000語に増やした。アクセントそのものの変化もあり、あえて新旧のアクセントを併記し、特別の用途にも応えた。
- 『明解日本語アクセント辞典』金田一春彦（2,500円）、三省堂、東京、1981年4月20日。 NCID BN00806982。全国書誌番号:81024623。
- 『明解日本語アクセント辞典』金田一春彦、大新書局、台北。OCLC 818668660。
- 『明解日本語アクセント辞典』金田一春彦（2,500円）、三省堂、東京、1981年4月20日。ISBN 4-385-13454-5。OCLC 972019970。
- 李凡 訳（中国語）『日语音调学习规则一百条』（2.00元）上海译文出版社、上海、1988年5月。ISBN 7-53270355-X。 NCID BA61171259。OCLC 299065058。
- 『明解日本語アクセント辞典』金田一春彦（税抜2,718円）、三省堂、東京、1981年4月20日。ISBN 4-385-13456-1。
- 『明解日本語アクセント辞典』金田一春彦（税抜3,107円）、三省堂、東京、1981年4月20日。ISBN 4-385-13457-X。OCLC 1002228308。

### 新明解日本語アクセント辞典
（初版）
『明解日本語アクセント辞典』の三訂版にあたるが、書名を『新明解日本語アクセント辞典』と改め、収録語数も約75,000語に増補した。また、高年層の使用する古めかしいアクセントも《古は》《もとは》と併記された。2010年（平成22年）からは、「アクセント習得法則」から代表例を抜き出し、実際の音声を付けたコンパクト・ディスク2枚と解説小冊子が付属する「CD付き」が追販された。
- 『新明解日本語アクセント辞典』金田一春彦（税抜3,600円）、三省堂、東京、2001年3月20日。ISBN 4-385-13670-X。 NCID BA51093807。OCLC 676139607。全国書誌番号:20151218。
- 『新明解日本語アクセント辞典』金田一春彦（480元）、大新書局、台北、2003年2月1日。ISBN 957-8279-94-9。OCLC 373687833。
- 『新明解日本語アクセント辞典 CD付き』金田一春彦（税抜3,800円）、三省堂、東京、2010年9月10日。ISBN 978-4-385-13671-4。 NCID BB03289747。OCLC 667597334。全国書誌番号:21815436。

第二版
収録語数を約76,600語に増補するとともに、判型を大きくし、紙面を見易くした。
- 『新明解日本語アクセント辞典 CD付き』金田一春彦、三省堂、東京、2014年4月10日。ISBN 978-4-385-13672-1。 NCID BB15220453。OCLC 874517214。全国書誌番号:22387225。

## 脚註

### 註釈
1. ↑  標準語とは、文部省が1904年（明治37年）に発表した尋常小学読本編纂趣意書で定義されたもので、「東京の中流社会」で用いられる言葉とされ、東京の訛音は採用されなかった[3]。
2. ↑  東京弁とは東京の訛音で、秋永一枝は特に旧東京15区内で用いられているものとしていた[4]。
3. ↑  共通語とは、1948年（昭和23年）に設置された国立国語研究所の岩淵悦太郎研究部長（当時）が区別したもので、「全国どこでも通ずるような言葉」とされた[6]。
4. ↑  『日语音调学习规则一百条』は、『明解日本語アクセント辞典』第二版の附録部分のみ訳出し出版したもの[10]。